# Pleurophora patagonica
Pleurophora patagonica là một loài thực vật có hoa trong họ Lythraceae. Loài này được Speg. miêu tả khoa học đầu tiên.